# Urmas Hepner
Urmas Hepner (* 31. Juli 1964 in Tallinn) ist ein ehemaliger estnischer Fußballspieler und jetziger -trainer sowie Sportdirektor.
Hepner spielte  für acht Vereine in drei Ländern. Er begann seine Laufbahn in der damaligen Estnischen SSR, wo er vorwiegend in der sowjetischen Drittklassigkeit zum Einsatz kam und wechselte nach der 1991 erfolgten Unabhängigkeit Estlands nach Finnland. Bereits in seiner frühen Karriere galt der junge Este als einer der besten Innenverteidiger seines Landes und absolvierte unter anderem im Jahre 1984 ein erfolgreiches Probetraining bei Spartak Moskau. Nach diesem wurde ihm sogar ein Vertrag unterbreitet, den der Spieler allerdings selbst ablehnte, da er nicht nach Moskau wechseln wollte.
Ab 1993 spielte er wieder in seiner Heimat, abgesehen von drei Jahren beim finnischen Verein HyPS Hyvinkää, wo er allerdings nur in einem Jahr zum Einsatz kam. In den Jahren 1999 bis 2000 stand er weiterhin beim Team unter Vertrag, konnte allerdings verletzungsbedingt nicht am Spielbetrieb teilnehmen und agierte derweil als Jugendtrainer im Verein.
1992 wurde er zu Estland erstem Fußballer des Jahres gewählt. Für die estnische Nationalmannschaft bestritt Hepner von 1992 bis 1994 13 Spiele und wurde nach einer Auseinandersetzung mit Aivar Pohlak aus dem Nationalteam verbannt.
Heute arbeitet Urmas Hepner als Fußballtrainer und Sportdirektor und war dabei bereits in verschiedenen Funktionen für den FC Levadia Tallinn tätig.